# کریستین و کید
کریستین و کید نام رمانی از هوشنگ گلشیری است. این کتاب که از هفت داستان بلند به هم پیوسته تشکیل شده برای اولین بار در سال ۱۳۵۰ توسط کتاب زمان و در ۱۳۴ صفحه به چاپ رسید.
این رمان پس از انقلاب ۵۷ اجازه تجدید چاپ پیدا نکرد.
کریستین و کید به دلیل اتکا بر حکایتی فردی و فقدان بعد اجتماعی در سالهای انتشارش مورد انتقاد قرار گرفت و برجستگی‌های تکنیکی و روایتگری بدیع و فن داستان پردازیش مورد توجه قرار نگرفت.
اما سال‌ها بعد علی‌رغم تجدید چاپ رمان، برخی آن را از بهترین کارهای گلشیری نامیدند
و حتی به آن عنوان بهترین رمان فارسی دادند.

گلشیری در این داستان توانسته بدون آن که به سانتیمانتالیسم یا رمانتیسم دچار شود، یک رمان عاشقانه مدرن به زبان فارسی بیافریند.

## داستان
زنی انگلیسی به نام کریستین به همراه شوهر (کید) و دو فرزندش در اصفهان اقامت دارند. کریستین وارد از طریق یکی از دوستان نزدیکش به نام سعید، با نویسنده‌ای آشنا می‌شود. نویسنده به خانه کریستین رفت‌وآمد می‌کند و به تدریج عاشق کریستین می‌شود. کریستین از کید جدا می‌شود و به اروپا باز می‌گردد ولی نویسنده هم‌چنان در ذهنیتش به او می‌اندیشد.

## ساختار
کریستین و کید از ۷ داستان به هم پیوسته تشکیل شده، هر داستان یا فصل کتاب با جمله‌ای از کتاب مقدّس آغاز می‌شود که مبین یک روز از هفت روز آفرینش جهان توسط یهوه است. گلشیری در این رمان دست به تجربه صناعت‌های نگارشی جدید زده و داستان را بر مبنای تکه‌تکه شدن زمان و ماجراها در ذهن راوی ماجرا استوار کرده و پایان داستان را به گونه‌ای آفریده که آن اتفاق مستمری که خواننده به نوعی در حسی از تعلیق انتظارش را داشت، به وقوع می‌پیوندد.
خود گلشیری عقیده دارد که کریستین و کید را باید در رده رمان‌های نو فرانسه گذاشت. کسی داستان می‌نویسد، کسی می‌خواهد داستانی را بنویسد و روی تکنیک داستان فکر می‌کند. یعنی حضور داستان‌نویس در داستان معلوم است. پروسه داستان نوشتن هم دارد داستان می‌شود.

در کریستین و کید، گفته‌های گذشته دیگران در زمان حال نمود پیدا می‌کند و این امر بدون استفاده از شیوه‌های معمول و سنتی داستان‌نویسی مانند مفصل یا خط رابط بین گذشته ماجرا و حال انجام می‌شود. این برش‌های زمانی بسیار نرم و آرام در کنار متن حال قرار گرفته‌اند و خوانش خواننده دچار اختلال و نایکدستی نمی‌شود.